# Resección ileocecal
La resección ileocecal es una intervención quirúrgica en la que se lleva a cabo una extirpación del ciego y una parte del íleon (a menudo el íleon terminal). Después, se realiza una anastomosis ileocólica para unir el intestino grueso y el delgado de nuevo.
Las indicaciones de la resección ileocecal incluyen enfermedad de Crohn, hemorragia, perforación, oclusión, tuberculosis, tumores y masas del apéndice.
Aunque la inmensa mayoría de resecciones ileocecal se hacen bajo anestesia general, también se pueden hacer bajo anestesia raquídea. Se pueden llevar a cabo laparoscópicamente o en forma de intervención abierta.